# Szélerőművek hatása a madárvilágra
A szélerőművek hatása a madárvilágra

## Szélerőművekről általában
A szélenergia hasznosítása ma a leggyorsabban növekvő megújuló energiaforrás. Németország a világ legnagyobb szélenergia termelője, 2004-ben kb. 17 000 MW beépített szélerőművi kapacitás volt. Egyik legfontosabb, környezetet nem szennyező energiaforrás, ami korlátlan mennyiségben áll a rendelkezésre, s amit az emberiség ősidőktől fogva hasznosít.

## Magyarországon elhelyezkedő szélerőművek 2010-ben
Magyarországon az átlagos szélsebesség értékek viszonylag alacsonyak, 2,5-4,5 m/s közé esnek. Kedvező helyzetben van az ország nyugati és keleti sávja, de ezen belül a szélenergiában leggazdagabb rész a Kisalföld a Szigetközzel együtt. Ezeken a területeken a felhasználható teljesítmény reális 25-30 méteres magasságban átlagosan 80-120 W/m².
Az ország kedvezőbb széljárású területein a felhasználható teljesítmény reális 25-30 méteres magasságban átlagosan 80-120 W/m².

## Kisalföldi természetvédelmi kutatások

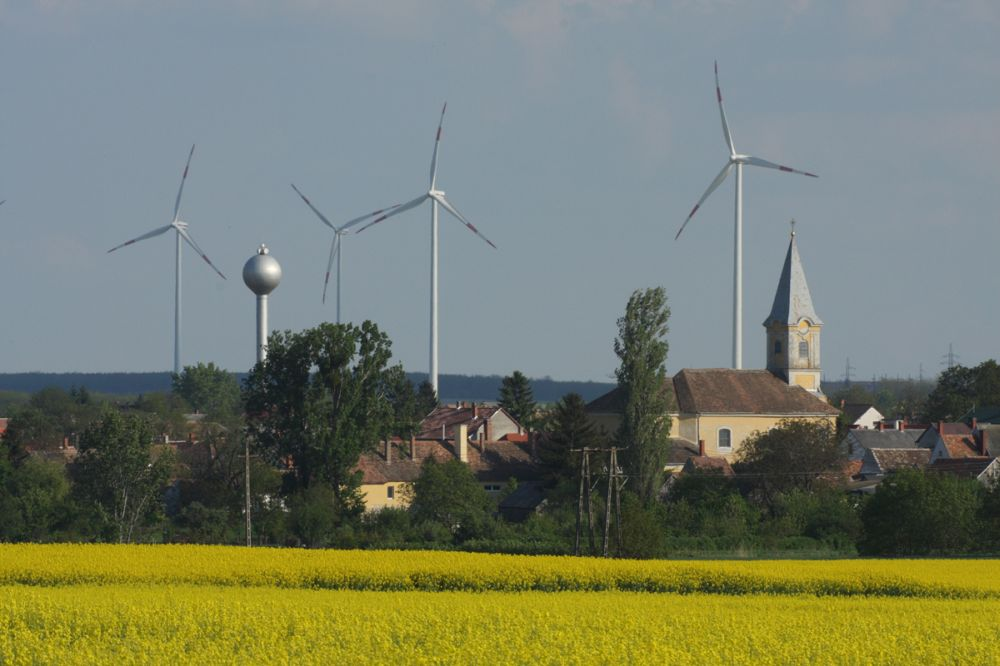
Sopronkövesdi szélerőművek a peresztegi templomtoronnyal

#### Azurányiszélpark hatása apándorfaluisík túzokpopulációjára
A szélfarm a túzokpopuláció otthonterületének egy részét elfoglalta. Ez a terület a szélpark felépítése előtt is egy ritkán felkeresett része volt a területnek (csupán 1996-ban láttak ott fiókát vezető tojót). A terület kb. 0,5 km², ez az egésznek kb. 5%-a. A maradék szélerőművekkel együtt összesen az élőhely 7%-át vesztik el a túzokok maga a létesítmény által. A szélerőművek térségét kerüli a túzok. A legkisebb távolság túzok és szélerőmű között 600 m volt. 600 m-es sugarat húzva a szélpark köré, kb. 2 km²-es területvesztést kapunk, ami a terület 20%-a. a „Mitteläcker” nevű területet hozzáadva (amit feladtak az állatok), összesen 25%-os területveszteségről beszélhetünk.
A szélpark fennállásának 2. évétől nem tapasztalható költés a terület keleti részén. A keleti részt az első évben (1998, akkor még csak 6 torony) még ritkán felkeresték a madarak (1 megfigyelés), a második évben, amikor 11 erőmű állt már, az egyik madár ott fészkelt (kb. 1,5 km-re a parktól), a két utolsó évben viszont (2000 és 2001) nem történt költés, és a ritka megfigyelések is a költés utáni időszakból valók.
A szélparkkal való összefüggés itt nem egyértelmű, mivel 1994-ben és 1995-ben már előfordult 2 egymás utáni költésmentes év azon a területen. Lehetséges, hogy újra megjelenik költő egyed a következő években. A tojók számára gyakorolt hatás még nem állapítható meg, de nem is zárható ki a jövőben. A területen tartózkodó tojók száma abban a négy évben, amikor már volt szélpark, nem volt kevesebb, mint az azt megelőző négy évben, két tojó is érkezett viszont pluszban. A költési bizonyítékok és a költésre utaló jelek száma viszont enyhe csökkenést mutatott.

#### AMosoni-síkonés aSzigetközbentörténő hatásvizsgálat

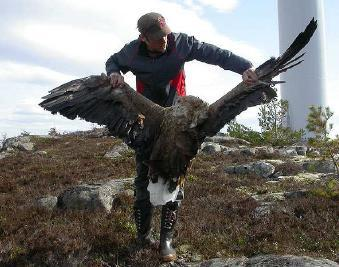
Madártetem

Itt számba vették, hogy a vonulási útvonalakat befolyásolja, ütközéses balesetekre kell számítani illetve élőhely vesztést, zavarást okoz.
- Az ütközéses balesetek oka sok esetben a szélerőmű nem megfelelő kialakítása, továbbá megállapították, hogy sokszor a kisebb teljesítményű rotorok nagyobb kárt okoznak (bedarálják a madarat). Azért is nagy gond, mert a védett madarak is áldozatul esnek (sas, kék vércse). Ezen a téren problémaként hozható fel, hogy a hazai vizsgálatok hiányosak. A keresést tekintve a kistestű madarak megtalálása nehéz.
- A vonulási-repülési útvonalak módosulására minden madárfaj érzékenyen reagál. Amelyik kevésbé érzékeny rá, az ki van téve az ütközésnek. A nagy testű madarak (darvak, ludak) csapatos vonulásának rendezettsége felborulhat, nem találnak vissza egymáshoz. Tengerparti területek esetében a táplálkozási felületet csökkentik az erőművek.
- Élőhelyvesztés terén a szélturbinák helyfoglalása, vezetékek bekötése, kiszolgáló utak létesítése miatt az élőhelyek fragmentálódnak.